# لمياء باعشن
لمياء باعشن باحثة وكاتبة سعودية مهتمة بالتراث الشعبي في منطقة الحجاز، لها كثير من البحوث في مجال التراث وفي الدراسات النقدية واللغوية نشرتها في العديد من الصحف والمجلات، تنشر مقالاتها ودراستها في (المجلة الثقافية) التي تصدر عن جريدة الجزيرة، ومن أهم مؤلفاتها كتاب (التبات والنبات: حكايات شعبية حجازية).

## النشأة والتعليم
نشأت الدكتورة لمياء باعشن في حارة المظلوم في مدينة جدة في كنف عائلة كبيرة في بيت شبَّهته بسفينة «تيتانيك» لكثرة عدد حجراته وطبقاته وكثرة مداخله، ورغم أن إخوتها الحقيقيين كانوا ثلاثة فقط إلا أنها في الحقيقة كانت تعيش بين ثمانية وعشرين أخاً وأختاً يعيشون في بيت واحد مع أقاربها وقريباتها، إضافة إلى عدد من الأجداد والعمات المستعدين للحديث ولسرد القصص والحكايات.
تخرجت في الجامعة وهي في الخامسة عشرة فقط ثم عملت معيدة لمدة سنة واحدة فقط في جامعة الملك عبد العزيز، سافرت بعدها إلى أمريكا في عام 1980م لدراسة الماجستير والدكتوراه في الأدب الإنجليزي. ثم عادت للتدريس في جامعة الملك عبد العزيز بعد حصولها على درجة الماجستير والدكتوراه في الأدب الإنجليزي ونظرية النقد الأدبي من جامعة أريزونا بالولايات المتحدة الأمريكية.

## العمل
- أستاذة النقد والأدب بقسم اللغات الأوروبية وآدابها بجامعة الملك عبد العزيز في جدة.[5]
- عملت رئيسة لقسم الدراسات الأوروبية وآدابها بجامعة الملك عبد العزيز.
- عملت وكيلة للقبول والتسجيل في جامعة الملك عبد العزيز.
- عضو هيئة تحرير مجلة (حقول).
- عضو في هيئة تحرير مجلة (نوافذ).[6]

## الإصدارات
- (دوها: أهازيج من الفلكلور الحجازي). وهو إصدار صوتي جمعت فيه الباحثة ثمان أغان بين الأناشيد والأهازيج الشعبية في الحجاز وبمشاركة مجموعة من الأطفال، وقد صدر برعاية صالون المها الأدبي عام 2006م.[7]
- (التبات والنبات: حكايات شعبية حجازية).[8]
- سلسلة (التبات والنبات) صدر في ستة أجزاء عام 2008م.[9]
- سلسلة (التبات والنبات) المسموعة والمصورة في ثلاثة أجزاء عام 2008م.
- أوبريت (أيام زمان كنا) للأطفال إصدار صوتي في عام 2008م.
- (يا قمرنا يا مليح) إصدار صوتي.[10]
- (زوايا الدائرة) صدر عن دار الرواد عام 2008م.[11]
- (البصمة الشبحية: قراءات تفكيكية في السرد السعودي) صدر عن نادي مكة الأدبي ومؤسسة الانتشار العربي عام 2014م.[12]

## محاضرات
- محاضرة (الأنوثة عماد الخلق الفاضل) ألقتها في ملتقى قراءة النص السادس الذي نظمه نادي جدة الثقافي الأدبي عام 1427هـ (2006م).[13]
- محاضرة (حول رواية «سيدي وحدانه») ألقتها في نادي جدة الأدبي عام 2008م.[14]
- محاضرة (طوق التماسك السردي في «رواية طوق الحمام») ألقتها في ملتقى بيت السرد النقدي في جمعية الثقافة والفنون في الدمام عام 2019م.[15]

## الجوائز والتكريم
فازت بجائزة التميز في مهرجان جدة للأفلام في دورته الثالثة عام 2008م عن فلم «تبات ونبات».
كرمت من دارة الملك عبد العزيز بالرياض عام 2003م لجهودها في توثيق التراث الشفهي.